# Prugasta tuna
Prugasta tuna (lat. Katsuwonus pelamis) poznata i kao pacifička prugasta tuna srednje je velika tuna iz roda Scombridae. Nastanjuje topla tropska mora Istočne i Jugoistočne Azije. Može narasti do 1 metra duljine, te se svrstava među srednje velike tune.
Jedna je od najzastupljenijih vrsta tuna u svjetskom ribolovu. Zauzima važno mjesto u japanskoj i indonezijskoj kuhinji.

## Rasprostranjenost
Iako izvorno nastanjuje topla tropska mora Istočne i Jugoistočne Azije, prugasta se tuna proširila čitavim svijetom. Jata prugaste tuna pronađena su u Indijskom Oceanu te zapadnim i istočnim dijelovima Pacifika. U manjoj mjeri je zapažena i u Atlantiku i na Sredozemlju, gdje je kao invazivna vrsta prijetnja izvornim (autohtonim) vrstama tune. S druge strane, u Atlantskom se Oceanu potpuno prilagodila hladnijem okolišu te nisu zabilježena ponašanja invazivne vrste.
Ukupno gledajući, njezino stanište (habitat) prostire se od obala Britanske Kolumbije do Čilea u Istočnom Pacifiku, dok se u Atlantiku nastanila u Meksičkom zaljevu i Karibima. Nastanjuje samo zapadni dio Sredozemlja (španjolska obala i Tirensko more), a zasad još nije pronađena u njegovom istočnom dijelu ili Crnom moru.